# Cannone di Alechin
|   | a | b | c | d | e | f | g | h |   |
| 8 | b8 torre del nero · f8 re del nero · a7 pedone del nero · c7 torre del nero · d7 donna del nero · e7 cavallo del nero · g7 pedone del nero · a6 pedone del bianco · b6 pedone del nero · c6 cavallo del nero · e6 pedone del nero · h6 pedone del nero · b5 alfiere del bianco · d5 pedone del nero · e5 pedone del bianco · f5 pedone del nero · b4 pedone del bianco · d4 pedone del bianco · f4 pedone del bianco · c3 torre del bianco · f3 cavallo del bianco · c2 torre del bianco · g2 pedone del bianco · h2 pedone del bianco · c1 donna del bianco · g1 re del bianco | b8 torre del nero · f8 re del nero · a7 pedone del nero · c7 torre del nero · d7 donna del nero · e7 cavallo del nero · g7 pedone del nero · a6 pedone del bianco · b6 pedone del nero · c6 cavallo del nero · e6 pedone del nero · h6 pedone del nero · b5 alfiere del bianco · d5 pedone del nero · e5 pedone del bianco · f5 pedone del nero · b4 pedone del bianco · d4 pedone del bianco · f4 pedone del bianco · c3 torre del bianco · f3 cavallo del bianco · c2 torre del bianco · g2 pedone del bianco · h2 pedone del bianco · c1 donna del bianco · g1 re del bianco | b8 torre del nero · f8 re del nero · a7 pedone del nero · c7 torre del nero · d7 donna del nero · e7 cavallo del nero · g7 pedone del nero · a6 pedone del bianco · b6 pedone del nero · c6 cavallo del nero · e6 pedone del nero · h6 pedone del nero · b5 alfiere del bianco · d5 pedone del nero · e5 pedone del bianco · f5 pedone del nero · b4 pedone del bianco · d4 pedone del bianco · f4 pedone del bianco · c3 torre del bianco · f3 cavallo del bianco · c2 torre del bianco · g2 pedone del bianco · h2 pedone del bianco · c1 donna del bianco · g1 re del bianco | b8 torre del nero · f8 re del nero · a7 pedone del nero · c7 torre del nero · d7 donna del nero · e7 cavallo del nero · g7 pedone del nero · a6 pedone del bianco · b6 pedone del nero · c6 cavallo del nero · e6 pedone del nero · h6 pedone del nero · b5 alfiere del bianco · d5 pedone del nero · e5 pedone del bianco · f5 pedone del nero · b4 pedone del bianco · d4 pedone del bianco · f4 pedone del bianco · c3 torre del bianco · f3 cavallo del bianco · c2 torre del bianco · g2 pedone del bianco · h2 pedone del bianco · c1 donna del bianco · g1 re del bianco | b8 torre del nero · f8 re del nero · a7 pedone del nero · c7 torre del nero · d7 donna del nero · e7 cavallo del nero · g7 pedone del nero · a6 pedone del bianco · b6 pedone del nero · c6 cavallo del nero · e6 pedone del nero · h6 pedone del nero · b5 alfiere del bianco · d5 pedone del nero · e5 pedone del bianco · f5 pedone del nero · b4 pedone del bianco · d4 pedone del bianco · f4 pedone del bianco · c3 torre del bianco · f3 cavallo del bianco · c2 torre del bianco · g2 pedone del bianco · h2 pedone del bianco · c1 donna del bianco · g1 re del bianco | b8 torre del nero · f8 re del nero · a7 pedone del nero · c7 torre del nero · d7 donna del nero · e7 cavallo del nero · g7 pedone del nero · a6 pedone del bianco · b6 pedone del nero · c6 cavallo del nero · e6 pedone del nero · h6 pedone del nero · b5 alfiere del bianco · d5 pedone del nero · e5 pedone del bianco · f5 pedone del nero · b4 pedone del bianco · d4 pedone del bianco · f4 pedone del bianco · c3 torre del bianco · f3 cavallo del bianco · c2 torre del bianco · g2 pedone del bianco · h2 pedone del bianco · c1 donna del bianco · g1 re del bianco | b8 torre del nero · f8 re del nero · a7 pedone del nero · c7 torre del nero · d7 donna del nero · e7 cavallo del nero · g7 pedone del nero · a6 pedone del bianco · b6 pedone del nero · c6 cavallo del nero · e6 pedone del nero · h6 pedone del nero · b5 alfiere del bianco · d5 pedone del nero · e5 pedone del bianco · f5 pedone del nero · b4 pedone del bianco · d4 pedone del bianco · f4 pedone del bianco · c3 torre del bianco · f3 cavallo del bianco · c2 torre del bianco · g2 pedone del bianco · h2 pedone del bianco · c1 donna del bianco · g1 re del bianco | b8 torre del nero · f8 re del nero · a7 pedone del nero · c7 torre del nero · d7 donna del nero · e7 cavallo del nero · g7 pedone del nero · a6 pedone del bianco · b6 pedone del nero · c6 cavallo del nero · e6 pedone del nero · h6 pedone del nero · b5 alfiere del bianco · d5 pedone del nero · e5 pedone del bianco · f5 pedone del nero · b4 pedone del bianco · d4 pedone del bianco · f4 pedone del bianco · c3 torre del bianco · f3 cavallo del bianco · c2 torre del bianco · g2 pedone del bianco · h2 pedone del bianco · c1 donna del bianco · g1 re del bianco | 8 |
| 7 | b8 torre del nero · f8 re del nero · a7 pedone del nero · c7 torre del nero · d7 donna del nero · e7 cavallo del nero · g7 pedone del nero · a6 pedone del bianco · b6 pedone del nero · c6 cavallo del nero · e6 pedone del nero · h6 pedone del nero · b5 alfiere del bianco · d5 pedone del nero · e5 pedone del bianco · f5 pedone del nero · b4 pedone del bianco · d4 pedone del bianco · f4 pedone del bianco · c3 torre del bianco · f3 cavallo del bianco · c2 torre del bianco · g2 pedone del bianco · h2 pedone del bianco · c1 donna del bianco · g1 re del bianco | b8 torre del nero · f8 re del nero · a7 pedone del nero · c7 torre del nero · d7 donna del nero · e7 cavallo del nero · g7 pedone del nero · a6 pedone del bianco · b6 pedone del nero · c6 cavallo del nero · e6 pedone del nero · h6 pedone del nero · b5 alfiere del bianco · d5 pedone del nero · e5 pedone del bianco · f5 pedone del nero · b4 pedone del bianco · d4 pedone del bianco · f4 pedone del bianco · c3 torre del bianco · f3 cavallo del bianco · c2 torre del bianco · g2 pedone del bianco · h2 pedone del bianco · c1 donna del bianco · g1 re del bianco | b8 torre del nero · f8 re del nero · a7 pedone del nero · c7 torre del nero · d7 donna del nero · e7 cavallo del nero · g7 pedone del nero · a6 pedone del bianco · b6 pedone del nero · c6 cavallo del nero · e6 pedone del nero · h6 pedone del nero · b5 alfiere del bianco · d5 pedone del nero · e5 pedone del bianco · f5 pedone del nero · b4 pedone del bianco · d4 pedone del bianco · f4 pedone del bianco · c3 torre del bianco · f3 cavallo del bianco · c2 torre del bianco · g2 pedone del bianco · h2 pedone del bianco · c1 donna del bianco · g1 re del bianco | b8 torre del nero · f8 re del nero · a7 pedone del nero · c7 torre del nero · d7 donna del nero · e7 cavallo del nero · g7 pedone del nero · a6 pedone del bianco · b6 pedone del nero · c6 cavallo del nero · e6 pedone del nero · h6 pedone del nero · b5 alfiere del bianco · d5 pedone del nero · e5 pedone del bianco · f5 pedone del nero · b4 pedone del bianco · d4 pedone del bianco · f4 pedone del bianco · c3 torre del bianco · f3 cavallo del bianco · c2 torre del bianco · g2 pedone del bianco · h2 pedone del bianco · c1 donna del bianco · g1 re del bianco | b8 torre del nero · f8 re del nero · a7 pedone del nero · c7 torre del nero · d7 donna del nero · e7 cavallo del nero · g7 pedone del nero · a6 pedone del bianco · b6 pedone del nero · c6 cavallo del nero · e6 pedone del nero · h6 pedone del nero · b5 alfiere del bianco · d5 pedone del nero · e5 pedone del bianco · f5 pedone del nero · b4 pedone del bianco · d4 pedone del bianco · f4 pedone del bianco · c3 torre del bianco · f3 cavallo del bianco · c2 torre del bianco · g2 pedone del bianco · h2 pedone del bianco · c1 donna del bianco · g1 re del bianco | b8 torre del nero · f8 re del nero · a7 pedone del nero · c7 torre del nero · d7 donna del nero · e7 cavallo del nero · g7 pedone del nero · a6 pedone del bianco · b6 pedone del nero · c6 cavallo del nero · e6 pedone del nero · h6 pedone del nero · b5 alfiere del bianco · d5 pedone del nero · e5 pedone del bianco · f5 pedone del nero · b4 pedone del bianco · d4 pedone del bianco · f4 pedone del bianco · c3 torre del bianco · f3 cavallo del bianco · c2 torre del bianco · g2 pedone del bianco · h2 pedone del bianco · c1 donna del bianco · g1 re del bianco | b8 torre del nero · f8 re del nero · a7 pedone del nero · c7 torre del nero · d7 donna del nero · e7 cavallo del nero · g7 pedone del nero · a6 pedone del bianco · b6 pedone del nero · c6 cavallo del nero · e6 pedone del nero · h6 pedone del nero · b5 alfiere del bianco · d5 pedone del nero · e5 pedone del bianco · f5 pedone del nero · b4 pedone del bianco · d4 pedone del bianco · f4 pedone del bianco · c3 torre del bianco · f3 cavallo del bianco · c2 torre del bianco · g2 pedone del bianco · h2 pedone del bianco · c1 donna del bianco · g1 re del bianco | b8 torre del nero · f8 re del nero · a7 pedone del nero · c7 torre del nero · d7 donna del nero · e7 cavallo del nero · g7 pedone del nero · a6 pedone del bianco · b6 pedone del nero · c6 cavallo del nero · e6 pedone del nero · h6 pedone del nero · b5 alfiere del bianco · d5 pedone del nero · e5 pedone del bianco · f5 pedone del nero · b4 pedone del bianco · d4 pedone del bianco · f4 pedone del bianco · c3 torre del bianco · f3 cavallo del bianco · c2 torre del bianco · g2 pedone del bianco · h2 pedone del bianco · c1 donna del bianco · g1 re del bianco | 7 |
| 6 | b8 torre del nero · f8 re del nero · a7 pedone del nero · c7 torre del nero · d7 donna del nero · e7 cavallo del nero · g7 pedone del nero · a6 pedone del bianco · b6 pedone del nero · c6 cavallo del nero · e6 pedone del nero · h6 pedone del nero · b5 alfiere del bianco · d5 pedone del nero · e5 pedone del bianco · f5 pedone del nero · b4 pedone del bianco · d4 pedone del bianco · f4 pedone del bianco · c3 torre del bianco · f3 cavallo del bianco · c2 torre del bianco · g2 pedone del bianco · h2 pedone del bianco · c1 donna del bianco · g1 re del bianco | b8 torre del nero · f8 re del nero · a7 pedone del nero · c7 torre del nero · d7 donna del nero · e7 cavallo del nero · g7 pedone del nero · a6 pedone del bianco · b6 pedone del nero · c6 cavallo del nero · e6 pedone del nero · h6 pedone del nero · b5 alfiere del bianco · d5 pedone del nero · e5 pedone del bianco · f5 pedone del nero · b4 pedone del bianco · d4 pedone del bianco · f4 pedone del bianco · c3 torre del bianco · f3 cavallo del bianco · c2 torre del bianco · g2 pedone del bianco · h2 pedone del bianco · c1 donna del bianco · g1 re del bianco | b8 torre del nero · f8 re del nero · a7 pedone del nero · c7 torre del nero · d7 donna del nero · e7 cavallo del nero · g7 pedone del nero · a6 pedone del bianco · b6 pedone del nero · c6 cavallo del nero · e6 pedone del nero · h6 pedone del nero · b5 alfiere del bianco · d5 pedone del nero · e5 pedone del bianco · f5 pedone del nero · b4 pedone del bianco · d4 pedone del bianco · f4 pedone del bianco · c3 torre del bianco · f3 cavallo del bianco · c2 torre del bianco · g2 pedone del bianco · h2 pedone del bianco · c1 donna del bianco · g1 re del bianco | b8 torre del nero · f8 re del nero · a7 pedone del nero · c7 torre del nero · d7 donna del nero · e7 cavallo del nero · g7 pedone del nero · a6 pedone del bianco · b6 pedone del nero · c6 cavallo del nero · e6 pedone del nero · h6 pedone del nero · b5 alfiere del bianco · d5 pedone del nero · e5 pedone del bianco · f5 pedone del nero · b4 pedone del bianco · d4 pedone del bianco · f4 pedone del bianco · c3 torre del bianco · f3 cavallo del bianco · c2 torre del bianco · g2 pedone del bianco · h2 pedone del bianco · c1 donna del bianco · g1 re del bianco | b8 torre del nero · f8 re del nero · a7 pedone del nero · c7 torre del nero · d7 donna del nero · e7 cavallo del nero · g7 pedone del nero · a6 pedone del bianco · b6 pedone del nero · c6 cavallo del nero · e6 pedone del nero · h6 pedone del nero · b5 alfiere del bianco · d5 pedone del nero · e5 pedone del bianco · f5 pedone del nero · b4 pedone del bianco · d4 pedone del bianco · f4 pedone del bianco · c3 torre del bianco · f3 cavallo del bianco · c2 torre del bianco · g2 pedone del bianco · h2 pedone del bianco · c1 donna del bianco · g1 re del bianco | b8 torre del nero · f8 re del nero · a7 pedone del nero · c7 torre del nero · d7 donna del nero · e7 cavallo del nero · g7 pedone del nero · a6 pedone del bianco · b6 pedone del nero · c6 cavallo del nero · e6 pedone del nero · h6 pedone del nero · b5 alfiere del bianco · d5 pedone del nero · e5 pedone del bianco · f5 pedone del nero · b4 pedone del bianco · d4 pedone del bianco · f4 pedone del bianco · c3 torre del bianco · f3 cavallo del bianco · c2 torre del bianco · g2 pedone del bianco · h2 pedone del bianco · c1 donna del bianco · g1 re del bianco | b8 torre del nero · f8 re del nero · a7 pedone del nero · c7 torre del nero · d7 donna del nero · e7 cavallo del nero · g7 pedone del nero · a6 pedone del bianco · b6 pedone del nero · c6 cavallo del nero · e6 pedone del nero · h6 pedone del nero · b5 alfiere del bianco · d5 pedone del nero · e5 pedone del bianco · f5 pedone del nero · b4 pedone del bianco · d4 pedone del bianco · f4 pedone del bianco · c3 torre del bianco · f3 cavallo del bianco · c2 torre del bianco · g2 pedone del bianco · h2 pedone del bianco · c1 donna del bianco · g1 re del bianco | b8 torre del nero · f8 re del nero · a7 pedone del nero · c7 torre del nero · d7 donna del nero · e7 cavallo del nero · g7 pedone del nero · a6 pedone del bianco · b6 pedone del nero · c6 cavallo del nero · e6 pedone del nero · h6 pedone del nero · b5 alfiere del bianco · d5 pedone del nero · e5 pedone del bianco · f5 pedone del nero · b4 pedone del bianco · d4 pedone del bianco · f4 pedone del bianco · c3 torre del bianco · f3 cavallo del bianco · c2 torre del bianco · g2 pedone del bianco · h2 pedone del bianco · c1 donna del bianco · g1 re del bianco | 6 |
| 5 | b8 torre del nero · f8 re del nero · a7 pedone del nero · c7 torre del nero · d7 donna del nero · e7 cavallo del nero · g7 pedone del nero · a6 pedone del bianco · b6 pedone del nero · c6 cavallo del nero · e6 pedone del nero · h6 pedone del nero · b5 alfiere del bianco · d5 pedone del nero · e5 pedone del bianco · f5 pedone del nero · b4 pedone del bianco · d4 pedone del bianco · f4 pedone del bianco · c3 torre del bianco · f3 cavallo del bianco · c2 torre del bianco · g2 pedone del bianco · h2 pedone del bianco · c1 donna del bianco · g1 re del bianco | b8 torre del nero · f8 re del nero · a7 pedone del nero · c7 torre del nero · d7 donna del nero · e7 cavallo del nero · g7 pedone del nero · a6 pedone del bianco · b6 pedone del nero · c6 cavallo del nero · e6 pedone del nero · h6 pedone del nero · b5 alfiere del bianco · d5 pedone del nero · e5 pedone del bianco · f5 pedone del nero · b4 pedone del bianco · d4 pedone del bianco · f4 pedone del bianco · c3 torre del bianco · f3 cavallo del bianco · c2 torre del bianco · g2 pedone del bianco · h2 pedone del bianco · c1 donna del bianco · g1 re del bianco | b8 torre del nero · f8 re del nero · a7 pedone del nero · c7 torre del nero · d7 donna del nero · e7 cavallo del nero · g7 pedone del nero · a6 pedone del bianco · b6 pedone del nero · c6 cavallo del nero · e6 pedone del nero · h6 pedone del nero · b5 alfiere del bianco · d5 pedone del nero · e5 pedone del bianco · f5 pedone del nero · b4 pedone del bianco · d4 pedone del bianco · f4 pedone del bianco · c3 torre del bianco · f3 cavallo del bianco · c2 torre del bianco · g2 pedone del bianco · h2 pedone del bianco · c1 donna del bianco · g1 re del bianco | b8 torre del nero · f8 re del nero · a7 pedone del nero · c7 torre del nero · d7 donna del nero · e7 cavallo del nero · g7 pedone del nero · a6 pedone del bianco · b6 pedone del nero · c6 cavallo del nero · e6 pedone del nero · h6 pedone del nero · b5 alfiere del bianco · d5 pedone del nero · e5 pedone del bianco · f5 pedone del nero · b4 pedone del bianco · d4 pedone del bianco · f4 pedone del bianco · c3 torre del bianco · f3 cavallo del bianco · c2 torre del bianco · g2 pedone del bianco · h2 pedone del bianco · c1 donna del bianco · g1 re del bianco | b8 torre del nero · f8 re del nero · a7 pedone del nero · c7 torre del nero · d7 donna del nero · e7 cavallo del nero · g7 pedone del nero · a6 pedone del bianco · b6 pedone del nero · c6 cavallo del nero · e6 pedone del nero · h6 pedone del nero · b5 alfiere del bianco · d5 pedone del nero · e5 pedone del bianco · f5 pedone del nero · b4 pedone del bianco · d4 pedone del bianco · f4 pedone del bianco · c3 torre del bianco · f3 cavallo del bianco · c2 torre del bianco · g2 pedone del bianco · h2 pedone del bianco · c1 donna del bianco · g1 re del bianco | b8 torre del nero · f8 re del nero · a7 pedone del nero · c7 torre del nero · d7 donna del nero · e7 cavallo del nero · g7 pedone del nero · a6 pedone del bianco · b6 pedone del nero · c6 cavallo del nero · e6 pedone del nero · h6 pedone del nero · b5 alfiere del bianco · d5 pedone del nero · e5 pedone del bianco · f5 pedone del nero · b4 pedone del bianco · d4 pedone del bianco · f4 pedone del bianco · c3 torre del bianco · f3 cavallo del bianco · c2 torre del bianco · g2 pedone del bianco · h2 pedone del bianco · c1 donna del bianco · g1 re del bianco | b8 torre del nero · f8 re del nero · a7 pedone del nero · c7 torre del nero · d7 donna del nero · e7 cavallo del nero · g7 pedone del nero · a6 pedone del bianco · b6 pedone del nero · c6 cavallo del nero · e6 pedone del nero · h6 pedone del nero · b5 alfiere del bianco · d5 pedone del nero · e5 pedone del bianco · f5 pedone del nero · b4 pedone del bianco · d4 pedone del bianco · f4 pedone del bianco · c3 torre del bianco · f3 cavallo del bianco · c2 torre del bianco · g2 pedone del bianco · h2 pedone del bianco · c1 donna del bianco · g1 re del bianco | b8 torre del nero · f8 re del nero · a7 pedone del nero · c7 torre del nero · d7 donna del nero · e7 cavallo del nero · g7 pedone del nero · a6 pedone del bianco · b6 pedone del nero · c6 cavallo del nero · e6 pedone del nero · h6 pedone del nero · b5 alfiere del bianco · d5 pedone del nero · e5 pedone del bianco · f5 pedone del nero · b4 pedone del bianco · d4 pedone del bianco · f4 pedone del bianco · c3 torre del bianco · f3 cavallo del bianco · c2 torre del bianco · g2 pedone del bianco · h2 pedone del bianco · c1 donna del bianco · g1 re del bianco | 5 |
| 4 | b8 torre del nero · f8 re del nero · a7 pedone del nero · c7 torre del nero · d7 donna del nero · e7 cavallo del nero · g7 pedone del nero · a6 pedone del bianco · b6 pedone del nero · c6 cavallo del nero · e6 pedone del nero · h6 pedone del nero · b5 alfiere del bianco · d5 pedone del nero · e5 pedone del bianco · f5 pedone del nero · b4 pedone del bianco · d4 pedone del bianco · f4 pedone del bianco · c3 torre del bianco · f3 cavallo del bianco · c2 torre del bianco · g2 pedone del bianco · h2 pedone del bianco · c1 donna del bianco · g1 re del bianco | b8 torre del nero · f8 re del nero · a7 pedone del nero · c7 torre del nero · d7 donna del nero · e7 cavallo del nero · g7 pedone del nero · a6 pedone del bianco · b6 pedone del nero · c6 cavallo del nero · e6 pedone del nero · h6 pedone del nero · b5 alfiere del bianco · d5 pedone del nero · e5 pedone del bianco · f5 pedone del nero · b4 pedone del bianco · d4 pedone del bianco · f4 pedone del bianco · c3 torre del bianco · f3 cavallo del bianco · c2 torre del bianco · g2 pedone del bianco · h2 pedone del bianco · c1 donna del bianco · g1 re del bianco | b8 torre del nero · f8 re del nero · a7 pedone del nero · c7 torre del nero · d7 donna del nero · e7 cavallo del nero · g7 pedone del nero · a6 pedone del bianco · b6 pedone del nero · c6 cavallo del nero · e6 pedone del nero · h6 pedone del nero · b5 alfiere del bianco · d5 pedone del nero · e5 pedone del bianco · f5 pedone del nero · b4 pedone del bianco · d4 pedone del bianco · f4 pedone del bianco · c3 torre del bianco · f3 cavallo del bianco · c2 torre del bianco · g2 pedone del bianco · h2 pedone del bianco · c1 donna del bianco · g1 re del bianco | b8 torre del nero · f8 re del nero · a7 pedone del nero · c7 torre del nero · d7 donna del nero · e7 cavallo del nero · g7 pedone del nero · a6 pedone del bianco · b6 pedone del nero · c6 cavallo del nero · e6 pedone del nero · h6 pedone del nero · b5 alfiere del bianco · d5 pedone del nero · e5 pedone del bianco · f5 pedone del nero · b4 pedone del bianco · d4 pedone del bianco · f4 pedone del bianco · c3 torre del bianco · f3 cavallo del bianco · c2 torre del bianco · g2 pedone del bianco · h2 pedone del bianco · c1 donna del bianco · g1 re del bianco | b8 torre del nero · f8 re del nero · a7 pedone del nero · c7 torre del nero · d7 donna del nero · e7 cavallo del nero · g7 pedone del nero · a6 pedone del bianco · b6 pedone del nero · c6 cavallo del nero · e6 pedone del nero · h6 pedone del nero · b5 alfiere del bianco · d5 pedone del nero · e5 pedone del bianco · f5 pedone del nero · b4 pedone del bianco · d4 pedone del bianco · f4 pedone del bianco · c3 torre del bianco · f3 cavallo del bianco · c2 torre del bianco · g2 pedone del bianco · h2 pedone del bianco · c1 donna del bianco · g1 re del bianco | b8 torre del nero · f8 re del nero · a7 pedone del nero · c7 torre del nero · d7 donna del nero · e7 cavallo del nero · g7 pedone del nero · a6 pedone del bianco · b6 pedone del nero · c6 cavallo del nero · e6 pedone del nero · h6 pedone del nero · b5 alfiere del bianco · d5 pedone del nero · e5 pedone del bianco · f5 pedone del nero · b4 pedone del bianco · d4 pedone del bianco · f4 pedone del bianco · c3 torre del bianco · f3 cavallo del bianco · c2 torre del bianco · g2 pedone del bianco · h2 pedone del bianco · c1 donna del bianco · g1 re del bianco | b8 torre del nero · f8 re del nero · a7 pedone del nero · c7 torre del nero · d7 donna del nero · e7 cavallo del nero · g7 pedone del nero · a6 pedone del bianco · b6 pedone del nero · c6 cavallo del nero · e6 pedone del nero · h6 pedone del nero · b5 alfiere del bianco · d5 pedone del nero · e5 pedone del bianco · f5 pedone del nero · b4 pedone del bianco · d4 pedone del bianco · f4 pedone del bianco · c3 torre del bianco · f3 cavallo del bianco · c2 torre del bianco · g2 pedone del bianco · h2 pedone del bianco · c1 donna del bianco · g1 re del bianco | b8 torre del nero · f8 re del nero · a7 pedone del nero · c7 torre del nero · d7 donna del nero · e7 cavallo del nero · g7 pedone del nero · a6 pedone del bianco · b6 pedone del nero · c6 cavallo del nero · e6 pedone del nero · h6 pedone del nero · b5 alfiere del bianco · d5 pedone del nero · e5 pedone del bianco · f5 pedone del nero · b4 pedone del bianco · d4 pedone del bianco · f4 pedone del bianco · c3 torre del bianco · f3 cavallo del bianco · c2 torre del bianco · g2 pedone del bianco · h2 pedone del bianco · c1 donna del bianco · g1 re del bianco | 4 |
| 3 | b8 torre del nero · f8 re del nero · a7 pedone del nero · c7 torre del nero · d7 donna del nero · e7 cavallo del nero · g7 pedone del nero · a6 pedone del bianco · b6 pedone del nero · c6 cavallo del nero · e6 pedone del nero · h6 pedone del nero · b5 alfiere del bianco · d5 pedone del nero · e5 pedone del bianco · f5 pedone del nero · b4 pedone del bianco · d4 pedone del bianco · f4 pedone del bianco · c3 torre del bianco · f3 cavallo del bianco · c2 torre del bianco · g2 pedone del bianco · h2 pedone del bianco · c1 donna del bianco · g1 re del bianco | b8 torre del nero · f8 re del nero · a7 pedone del nero · c7 torre del nero · d7 donna del nero · e7 cavallo del nero · g7 pedone del nero · a6 pedone del bianco · b6 pedone del nero · c6 cavallo del nero · e6 pedone del nero · h6 pedone del nero · b5 alfiere del bianco · d5 pedone del nero · e5 pedone del bianco · f5 pedone del nero · b4 pedone del bianco · d4 pedone del bianco · f4 pedone del bianco · c3 torre del bianco · f3 cavallo del bianco · c2 torre del bianco · g2 pedone del bianco · h2 pedone del bianco · c1 donna del bianco · g1 re del bianco | b8 torre del nero · f8 re del nero · a7 pedone del nero · c7 torre del nero · d7 donna del nero · e7 cavallo del nero · g7 pedone del nero · a6 pedone del bianco · b6 pedone del nero · c6 cavallo del nero · e6 pedone del nero · h6 pedone del nero · b5 alfiere del bianco · d5 pedone del nero · e5 pedone del bianco · f5 pedone del nero · b4 pedone del bianco · d4 pedone del bianco · f4 pedone del bianco · c3 torre del bianco · f3 cavallo del bianco · c2 torre del bianco · g2 pedone del bianco · h2 pedone del bianco · c1 donna del bianco · g1 re del bianco | b8 torre del nero · f8 re del nero · a7 pedone del nero · c7 torre del nero · d7 donna del nero · e7 cavallo del nero · g7 pedone del nero · a6 pedone del bianco · b6 pedone del nero · c6 cavallo del nero · e6 pedone del nero · h6 pedone del nero · b5 alfiere del bianco · d5 pedone del nero · e5 pedone del bianco · f5 pedone del nero · b4 pedone del bianco · d4 pedone del bianco · f4 pedone del bianco · c3 torre del bianco · f3 cavallo del bianco · c2 torre del bianco · g2 pedone del bianco · h2 pedone del bianco · c1 donna del bianco · g1 re del bianco | b8 torre del nero · f8 re del nero · a7 pedone del nero · c7 torre del nero · d7 donna del nero · e7 cavallo del nero · g7 pedone del nero · a6 pedone del bianco · b6 pedone del nero · c6 cavallo del nero · e6 pedone del nero · h6 pedone del nero · b5 alfiere del bianco · d5 pedone del nero · e5 pedone del bianco · f5 pedone del nero · b4 pedone del bianco · d4 pedone del bianco · f4 pedone del bianco · c3 torre del bianco · f3 cavallo del bianco · c2 torre del bianco · g2 pedone del bianco · h2 pedone del bianco · c1 donna del bianco · g1 re del bianco | b8 torre del nero · f8 re del nero · a7 pedone del nero · c7 torre del nero · d7 donna del nero · e7 cavallo del nero · g7 pedone del nero · a6 pedone del bianco · b6 pedone del nero · c6 cavallo del nero · e6 pedone del nero · h6 pedone del nero · b5 alfiere del bianco · d5 pedone del nero · e5 pedone del bianco · f5 pedone del nero · b4 pedone del bianco · d4 pedone del bianco · f4 pedone del bianco · c3 torre del bianco · f3 cavallo del bianco · c2 torre del bianco · g2 pedone del bianco · h2 pedone del bianco · c1 donna del bianco · g1 re del bianco | b8 torre del nero · f8 re del nero · a7 pedone del nero · c7 torre del nero · d7 donna del nero · e7 cavallo del nero · g7 pedone del nero · a6 pedone del bianco · b6 pedone del nero · c6 cavallo del nero · e6 pedone del nero · h6 pedone del nero · b5 alfiere del bianco · d5 pedone del nero · e5 pedone del bianco · f5 pedone del nero · b4 pedone del bianco · d4 pedone del bianco · f4 pedone del bianco · c3 torre del bianco · f3 cavallo del bianco · c2 torre del bianco · g2 pedone del bianco · h2 pedone del bianco · c1 donna del bianco · g1 re del bianco | b8 torre del nero · f8 re del nero · a7 pedone del nero · c7 torre del nero · d7 donna del nero · e7 cavallo del nero · g7 pedone del nero · a6 pedone del bianco · b6 pedone del nero · c6 cavallo del nero · e6 pedone del nero · h6 pedone del nero · b5 alfiere del bianco · d5 pedone del nero · e5 pedone del bianco · f5 pedone del nero · b4 pedone del bianco · d4 pedone del bianco · f4 pedone del bianco · c3 torre del bianco · f3 cavallo del bianco · c2 torre del bianco · g2 pedone del bianco · h2 pedone del bianco · c1 donna del bianco · g1 re del bianco | 3 |
| 2 | b8 torre del nero · f8 re del nero · a7 pedone del nero · c7 torre del nero · d7 donna del nero · e7 cavallo del nero · g7 pedone del nero · a6 pedone del bianco · b6 pedone del nero · c6 cavallo del nero · e6 pedone del nero · h6 pedone del nero · b5 alfiere del bianco · d5 pedone del nero · e5 pedone del bianco · f5 pedone del nero · b4 pedone del bianco · d4 pedone del bianco · f4 pedone del bianco · c3 torre del bianco · f3 cavallo del bianco · c2 torre del bianco · g2 pedone del bianco · h2 pedone del bianco · c1 donna del bianco · g1 re del bianco | b8 torre del nero · f8 re del nero · a7 pedone del nero · c7 torre del nero · d7 donna del nero · e7 cavallo del nero · g7 pedone del nero · a6 pedone del bianco · b6 pedone del nero · c6 cavallo del nero · e6 pedone del nero · h6 pedone del nero · b5 alfiere del bianco · d5 pedone del nero · e5 pedone del bianco · f5 pedone del nero · b4 pedone del bianco · d4 pedone del bianco · f4 pedone del bianco · c3 torre del bianco · f3 cavallo del bianco · c2 torre del bianco · g2 pedone del bianco · h2 pedone del bianco · c1 donna del bianco · g1 re del bianco | b8 torre del nero · f8 re del nero · a7 pedone del nero · c7 torre del nero · d7 donna del nero · e7 cavallo del nero · g7 pedone del nero · a6 pedone del bianco · b6 pedone del nero · c6 cavallo del nero · e6 pedone del nero · h6 pedone del nero · b5 alfiere del bianco · d5 pedone del nero · e5 pedone del bianco · f5 pedone del nero · b4 pedone del bianco · d4 pedone del bianco · f4 pedone del bianco · c3 torre del bianco · f3 cavallo del bianco · c2 torre del bianco · g2 pedone del bianco · h2 pedone del bianco · c1 donna del bianco · g1 re del bianco | b8 torre del nero · f8 re del nero · a7 pedone del nero · c7 torre del nero · d7 donna del nero · e7 cavallo del nero · g7 pedone del nero · a6 pedone del bianco · b6 pedone del nero · c6 cavallo del nero · e6 pedone del nero · h6 pedone del nero · b5 alfiere del bianco · d5 pedone del nero · e5 pedone del bianco · f5 pedone del nero · b4 pedone del bianco · d4 pedone del bianco · f4 pedone del bianco · c3 torre del bianco · f3 cavallo del bianco · c2 torre del bianco · g2 pedone del bianco · h2 pedone del bianco · c1 donna del bianco · g1 re del bianco | b8 torre del nero · f8 re del nero · a7 pedone del nero · c7 torre del nero · d7 donna del nero · e7 cavallo del nero · g7 pedone del nero · a6 pedone del bianco · b6 pedone del nero · c6 cavallo del nero · e6 pedone del nero · h6 pedone del nero · b5 alfiere del bianco · d5 pedone del nero · e5 pedone del bianco · f5 pedone del nero · b4 pedone del bianco · d4 pedone del bianco · f4 pedone del bianco · c3 torre del bianco · f3 cavallo del bianco · c2 torre del bianco · g2 pedone del bianco · h2 pedone del bianco · c1 donna del bianco · g1 re del bianco | b8 torre del nero · f8 re del nero · a7 pedone del nero · c7 torre del nero · d7 donna del nero · e7 cavallo del nero · g7 pedone del nero · a6 pedone del bianco · b6 pedone del nero · c6 cavallo del nero · e6 pedone del nero · h6 pedone del nero · b5 alfiere del bianco · d5 pedone del nero · e5 pedone del bianco · f5 pedone del nero · b4 pedone del bianco · d4 pedone del bianco · f4 pedone del bianco · c3 torre del bianco · f3 cavallo del bianco · c2 torre del bianco · g2 pedone del bianco · h2 pedone del bianco · c1 donna del bianco · g1 re del bianco | b8 torre del nero · f8 re del nero · a7 pedone del nero · c7 torre del nero · d7 donna del nero · e7 cavallo del nero · g7 pedone del nero · a6 pedone del bianco · b6 pedone del nero · c6 cavallo del nero · e6 pedone del nero · h6 pedone del nero · b5 alfiere del bianco · d5 pedone del nero · e5 pedone del bianco · f5 pedone del nero · b4 pedone del bianco · d4 pedone del bianco · f4 pedone del bianco · c3 torre del bianco · f3 cavallo del bianco · c2 torre del bianco · g2 pedone del bianco · h2 pedone del bianco · c1 donna del bianco · g1 re del bianco | b8 torre del nero · f8 re del nero · a7 pedone del nero · c7 torre del nero · d7 donna del nero · e7 cavallo del nero · g7 pedone del nero · a6 pedone del bianco · b6 pedone del nero · c6 cavallo del nero · e6 pedone del nero · h6 pedone del nero · b5 alfiere del bianco · d5 pedone del nero · e5 pedone del bianco · f5 pedone del nero · b4 pedone del bianco · d4 pedone del bianco · f4 pedone del bianco · c3 torre del bianco · f3 cavallo del bianco · c2 torre del bianco · g2 pedone del bianco · h2 pedone del bianco · c1 donna del bianco · g1 re del bianco | 2 |
| 1 | b8 torre del nero · f8 re del nero · a7 pedone del nero · c7 torre del nero · d7 donna del nero · e7 cavallo del nero · g7 pedone del nero · a6 pedone del bianco · b6 pedone del nero · c6 cavallo del nero · e6 pedone del nero · h6 pedone del nero · b5 alfiere del bianco · d5 pedone del nero · e5 pedone del bianco · f5 pedone del nero · b4 pedone del bianco · d4 pedone del bianco · f4 pedone del bianco · c3 torre del bianco · f3 cavallo del bianco · c2 torre del bianco · g2 pedone del bianco · h2 pedone del bianco · c1 donna del bianco · g1 re del bianco | b8 torre del nero · f8 re del nero · a7 pedone del nero · c7 torre del nero · d7 donna del nero · e7 cavallo del nero · g7 pedone del nero · a6 pedone del bianco · b6 pedone del nero · c6 cavallo del nero · e6 pedone del nero · h6 pedone del nero · b5 alfiere del bianco · d5 pedone del nero · e5 pedone del bianco · f5 pedone del nero · b4 pedone del bianco · d4 pedone del bianco · f4 pedone del bianco · c3 torre del bianco · f3 cavallo del bianco · c2 torre del bianco · g2 pedone del bianco · h2 pedone del bianco · c1 donna del bianco · g1 re del bianco | b8 torre del nero · f8 re del nero · a7 pedone del nero · c7 torre del nero · d7 donna del nero · e7 cavallo del nero · g7 pedone del nero · a6 pedone del bianco · b6 pedone del nero · c6 cavallo del nero · e6 pedone del nero · h6 pedone del nero · b5 alfiere del bianco · d5 pedone del nero · e5 pedone del bianco · f5 pedone del nero · b4 pedone del bianco · d4 pedone del bianco · f4 pedone del bianco · c3 torre del bianco · f3 cavallo del bianco · c2 torre del bianco · g2 pedone del bianco · h2 pedone del bianco · c1 donna del bianco · g1 re del bianco | b8 torre del nero · f8 re del nero · a7 pedone del nero · c7 torre del nero · d7 donna del nero · e7 cavallo del nero · g7 pedone del nero · a6 pedone del bianco · b6 pedone del nero · c6 cavallo del nero · e6 pedone del nero · h6 pedone del nero · b5 alfiere del bianco · d5 pedone del nero · e5 pedone del bianco · f5 pedone del nero · b4 pedone del bianco · d4 pedone del bianco · f4 pedone del bianco · c3 torre del bianco · f3 cavallo del bianco · c2 torre del bianco · g2 pedone del bianco · h2 pedone del bianco · c1 donna del bianco · g1 re del bianco | b8 torre del nero · f8 re del nero · a7 pedone del nero · c7 torre del nero · d7 donna del nero · e7 cavallo del nero · g7 pedone del nero · a6 pedone del bianco · b6 pedone del nero · c6 cavallo del nero · e6 pedone del nero · h6 pedone del nero · b5 alfiere del bianco · d5 pedone del nero · e5 pedone del bianco · f5 pedone del nero · b4 pedone del bianco · d4 pedone del bianco · f4 pedone del bianco · c3 torre del bianco · f3 cavallo del bianco · c2 torre del bianco · g2 pedone del bianco · h2 pedone del bianco · c1 donna del bianco · g1 re del bianco | b8 torre del nero · f8 re del nero · a7 pedone del nero · c7 torre del nero · d7 donna del nero · e7 cavallo del nero · g7 pedone del nero · a6 pedone del bianco · b6 pedone del nero · c6 cavallo del nero · e6 pedone del nero · h6 pedone del nero · b5 alfiere del bianco · d5 pedone del nero · e5 pedone del bianco · f5 pedone del nero · b4 pedone del bianco · d4 pedone del bianco · f4 pedone del bianco · c3 torre del bianco · f3 cavallo del bianco · c2 torre del bianco · g2 pedone del bianco · h2 pedone del bianco · c1 donna del bianco · g1 re del bianco | b8 torre del nero · f8 re del nero · a7 pedone del nero · c7 torre del nero · d7 donna del nero · e7 cavallo del nero · g7 pedone del nero · a6 pedone del bianco · b6 pedone del nero · c6 cavallo del nero · e6 pedone del nero · h6 pedone del nero · b5 alfiere del bianco · d5 pedone del nero · e5 pedone del bianco · f5 pedone del nero · b4 pedone del bianco · d4 pedone del bianco · f4 pedone del bianco · c3 torre del bianco · f3 cavallo del bianco · c2 torre del bianco · g2 pedone del bianco · h2 pedone del bianco · c1 donna del bianco · g1 re del bianco | b8 torre del nero · f8 re del nero · a7 pedone del nero · c7 torre del nero · d7 donna del nero · e7 cavallo del nero · g7 pedone del nero · a6 pedone del bianco · b6 pedone del nero · c6 cavallo del nero · e6 pedone del nero · h6 pedone del nero · b5 alfiere del bianco · d5 pedone del nero · e5 pedone del bianco · f5 pedone del nero · b4 pedone del bianco · d4 pedone del bianco · f4 pedone del bianco · c3 torre del bianco · f3 cavallo del bianco · c2 torre del bianco · g2 pedone del bianco · h2 pedone del bianco · c1 donna del bianco · g1 re del bianco | 1 |
|   | a | b | c | d | e | f | g | h |   |

Il cannone di Alechin è una particolare batteria scacchistica formata da tre pezzi. Prende il nome dal campione del mondo Aleksandr Alechin, che l'ha ideata in una partita contro Aaron Nimzowitsch, disputata a Sanremo nel 1930 e vinta dal campione russo.

## Descrizione
La formazione consiste in una batteria formata da due torri e dalla  donna. È lo schieramento che precede un forte attacco. Nella partita originaria costrinse alla resa Nimzowitsch, dopo altre quattro ininfluenti mosse. Sei anni dopo, nel 1936, anche William Winter è stato sconfitto da Alechin a Nottingham, sempre usando il cannone. Da allora i giocatori hanno prestato attenzione per impedire all'avversario di imbastire questa tattica, che tuttavia qualche volta compare ancora nelle partite di alto livello.

## La partita Alechin-Nimzowitsch
Aleksandr Alechin vs. Aron Nimzowitsch, Sanremo, 1930 (Difesa francese, Winawer, variante Bogoljubow, C17):
1. e4 e6 2. d4 d5 3. Cc3 Ab4 4. e5 c5 5. Ad2 Ce7 6. Cb5 Axd2+ 7. Dxd2 0–0 8. c3 b6 9. f4 Aa6 10. Cf3 Dd7 11. a4 Cbc6 12. b4 cxb4 13. cxb4 Ab7 14. Cd6 f5 15. a5 Cc8 16. Cxb7 Dxb7 17. a6 Df7 18. Ab5 C8e7 19. 0–0 h6 20. Tfc1 Tfc8 21. Tc2 De8? 22. Tac1 Tab8 23. De3 Tc7 24. Tc3 Dd7 25. T1c2 Rf8 26. Dc1 
(posizione nel diagramma: Alechin ha schierato il cannone)
26. … Tbc8 27. Aa4
(minacciando 28. b5, che vince il cavallo inchiodato)
27. … b5 28. Axb5 Re8 29. Aa4 Rd8 
(proteggendo c7, per liberare il cavallo in 30. b5)
30. h4!
(tutti i pezzi del Nero sono impegnati nella difesa contro il cannone)
30. … h5 31. Rh2 g6 32. g3 (Zugzwang) 1-0

## Nella cultura di massa
Il gruppo musicale heavy metal Alekhine's Gun, di Brooklyn, prende il nome da questa formazione scacchistica.